# Protogaláxia

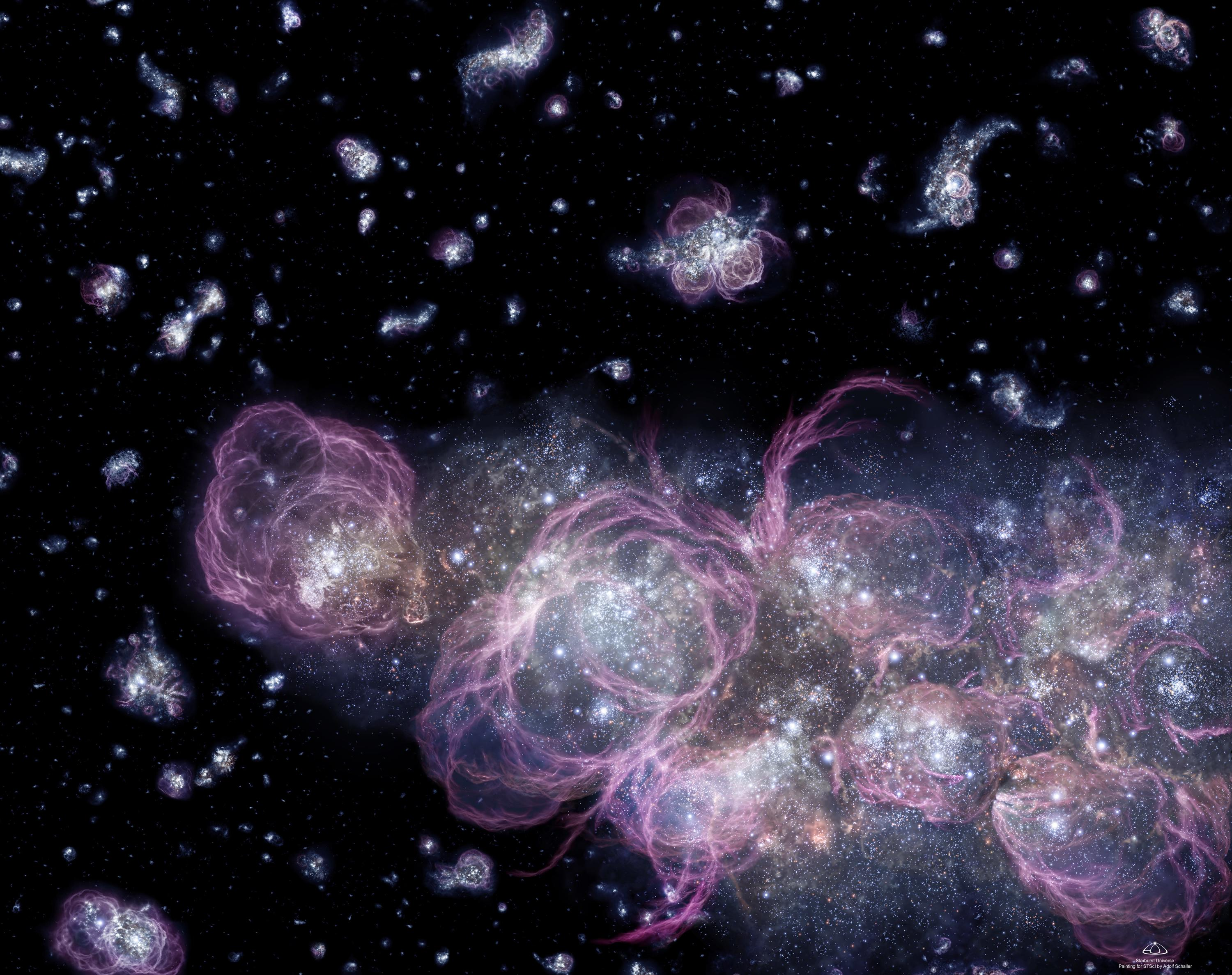
Imagem ilustrativa de uma Protogaláxia.

Em cosmologia, a protogaláxia, também chamada de "galáxia primitiva", é uma nuvem de gás que se forma em uma galáxia. Acredita-se que a taxa de formação estelar durante este período de evolução galáctica, determinar se uma galáxia é uma espiral ou uma galáxia elíptica, uma formação de estrelas mais lenta tende a produzir uma galáxia espiral. Os grupos pequenos de gás em uma protogaláxia se formam como as estrelas. O termo protogaláxia foi usado principalmente na Teoria de Big Bang.